# Gérard Bauër
Gérard Bauër, född 7 oktober 1888, död 4 september 1967, var en fransk journalist.
Bauër blev 1905 medarbetare i Georges Clemenceaus tidning Aurore, inträdde 1906 i Echo de Paris där han arbetade på kulturavdelningen. Han publicerade länge en kulturell översiktsartikel, som blev mycket uppmärksammad. Bauër gjorde även en betydande insats som teaterkritiker, bland annat i Annales, Revue de Paris och Les nouvelles littéraires. Han publicerade även en rad böcker med litterära och kulturhistoriska studier bland annat Recensement de l'amour à Paris (1922), Les six étages (1925) och Les métamorphoses du romantisme (1928). Bauër, som var en framstående föredragshållare, gjorde föreläsningsturnéer i flera länder, bland annat till Norden. Under andra världskriget uppehöll han sig i Schweiz, där han utgav några värdefulla antologier som Paris: peintres et écrivains (1944) och Les moralistes (1945).